# Antant
Az antant (eredetileg írásban entente) kifejezés az Anglia és Franciaország között 1904. április 8-án Londonban aláírt szerződés az Entente cordiale ( szívélyes egyetértés) kifejezésből származik, és általában a szövetségesi rendszer (antanthatalmak = Nagy-Britannia és Franciaország) és a köréjük csoportosult országok együttes elnevezése a történelmi irodalomban.

Európai katonai tömbök 1914-ben

## Angol–francia szövetség

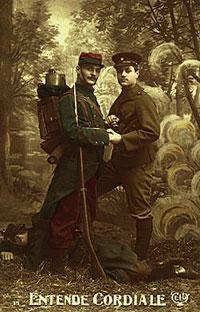
Francia és brit katona az antantot népszerűsítő korabeli plakáton

Az antant 1904-es létrejötte nem közvetlenül egy világméretű háborúra való felkészülés jegyében történt. Nagy-Britannia és Franciaország a történelem során számos alkalommal vetélkedett egymással az európai főhatalom megszerzése érdekében. A 19. század vége és a 20. század eleje a gyarmati rendszerek kialakítása, illetve újjáalakítása lázában telt, s ez sem volt mentes ellentétektől, ugyanis mindkét országnak jelentős érdekeltségei voltak Észak-Afrikában. Az 1904-ben megkötött Entente cordiale (magyarul kb. szívélyes egyetértés, szívélyes szövetség, szívélyes megegyezés) voltaképpen a két ország gyarmatosítási versenyének vetett véget, további terjeszkedésük háborítatlanságát szavatolta. A Henry Landsdowne brit külügyminiszter és Paul Cambon londoni francia nagykövet által aláírt több megállapodás azt mondta ki, hogy míg Nagy-Britannia Egyiptomban, Franciaország Marokkóban szabadon, azaz egymás beavatkozásától nem tartva hajthat végre „reformokat”. Meghatározták ugyanakkor az Új-Fundlanddal, Madagaszkárral, Sziámmal és az Új-Hebridákkal kapcsolatos érdekvonalakat is.

### Közeledés Oroszországhoz
A szerződés – mely tehát a szó hagyományos értelmében nem jelentett szövetséget – azonban egyúttal válasz is volt a Németország és az Osztrák–Magyar Monarchia által 1879-ben létrehozott kettős- majd 1882-ben az Olasz Királyság bevonásával kibővült hármas (sőt 1884-ben Románia csatlakozásával négyes) szövetségre is. Az európai nagyhatalmi törekvéseket tükröző szerződésekből azonban kimaradt az Orosz Birodalom, amely irigyen figyelte a kialakulóban lévő új rendet. Oroszország és Franciaország hagyományosan jó kapcsolatokat ápolt, így logikusnak tűnt, hogy valamilyen módon bevonják a cár országát is a hatalomért vívott politikai küzdelembe. Noha II. Miklós orosz cár 1905. július 24-én szövetségi szerződést kötött II. Vilmos német császárral, utóbb visszavonta aláírását. Ezt követően már nem volt akadálya, hogy Szentpétervár is csatlakozzon a brit–francia szövetséghez, bár magát az Entente cordiale-t az Orosz Birodalom – és később más szövetséges állam – sem írta alá, külön-külön egyezményeket kötöttek egymással az érdekelt országok (1907-es szentpétervári angol–orosz szerződés). Történelmi érdekesség, hogy nemcsak Oroszország közeledett korábban Németországhoz, de a briteknek is volt egy német orientációs időszakuk, ám amikor úgy látták, hogy Berlin a hadiflotta nagyarányú bővítésébe kezd, nem folytatták tovább a közeledést.

### Első világháború
Az első világháború kitörésének idején tehát már egy viszonylag stabil szövetségi rendszer alakult ki Európában. Ez a világháború kitörését követően csak egyszer változott: Az Olasz Királyság – mely már korábban sem erőltette a hármas szövetség fenntartását – 1915. május 23-án szövetségeseit elárulva, az antant oldalán lépett be a háborúba, mivel a britek és a franciák győzelem esetére számos olyan területet ajánlottak fel, amelyet az olaszok már régóta meg akartak szerezni (Dél-Tirol, Trieszt, az Isztriai-félsziget, Dalmácia és Albánia egy része).
Ugyanígy tett Románia is, amely Erdély megszerzésére kapott ígéretet az antanttól, így a brit–francia–olasz–orosz oldalon lépett be a háborúba 1916. augusztus 27-én.

## Az antant és Magyarország
Magyarországon nem volt jó csengése az antant kifejezésnek. Nemcsak azért, mert a háború veszteseként tűrnie kellett a győztesek békediktátumát, köztük az országot területének kétharmadától megfosztó trianoni békeszerződést, de azért is, mert az 1920-as évek elején megalakult a kisantant, amelynek tagjai (a Szerb-Horvát-Szlovén Királyság, Románia, Csehszlovákia) aktívan beleszóltak az ország életébe.

### Kisantant
A kisantant elnevezés alatt Csehszlovákia, Jugoszlávia és Románia szövetségét értjük, amelynek legfőbb célja a Párizs környéki békék rendszerének fenntartása volt. Először Csehszlovákia és a Szerb-Horvát-Szlovén Királyság (a későbbi Jugoszlávia) kötött szövetséget Magyarország ellen (1920. augusztus 14.), ehhez 1921-ben csatlakozott a Román Királyság is (április 23.: cseh–román, majd június 7.: jugoszláv–román szerződés). Ezt a három szövetséget először egy magyar újságíró nevezte gúnyosan „apró antant”-nak, amit azonban az érintettek felvállaltak: innen ered a kisantant elnevezés. A hármas szövetség felett előbb Róma, később Párizs bábáskodott, s a franciák fel is használták a kisantantot saját régióbeli érdekeik érvényesítésére.
Noha IV. Károly 1921. október 20-i második visszatérése és a trón megszerzésére irányuló kísérlete Horthy határozott ellenállásába ütközött, az október 23-i budaörsi csata pedig végül a királyhoz hű csapatok csúfos vereségével ért véget, a kisantant országai abbeli félelmükben, hogy a Habsburgok uralma visszatérhet, jegyzékek sokaságával tiltakoztak, s ultimátumot intéztek Magyarországhoz, miszerint ha IV. Károly trónra jut, azonnal mindhárom oldalról támadást indítanak országunk ellen.
A Monarchia felbomlását követően az addig elfojtott indulatok is felszínre törtek, s hamar nyilvánvalóvá vált, hogy a kisantant szövetségének nem a térség védelme, hanem az utódállamok magyarellenes érdekeinek kifejezésre juttatása volt a célja. A kisantant 1933-ra blokádot alkotott annak érdekében, hogy Magyarországot gazdaságilag és politikailag egyaránt elszigetelje, sőt 1934-ben a magyar–jugoszláv határon háborús felvonulás kezdődött, mivel az év október 9-én Marseille-ben I. Sándor jugoszláv királyt és Barthou francia külügyminisztert meggyilkolták, és – mint kiderült – a merénylethez magyaroknak is közük volt: Jankapusztán is képeztek ki terroristákat. A háborút csak a mérsékelt délszláv politikusok tudták megakadályozni. 1938-ra végül sikerült elérni, hogy a kisantant országai elismerjék Magyarország fegyverkezéshez való jogát (bledi értekezlet 1938. augusztus 23.). Azonban ez sem mentette meg a kisantantot a felbomlástól – az 1938-as müncheni egyezmény, amely végül Csehszlovákia felbomlásához vezetett, egyúttal a kisantant végét is jelentette.

## Második világháború
Noha a második világháború idejére nem változott meg az európai szövetségesi rendszer – voltaképpen felfogható úgy is, hogy az I. világháború vesztesei próbáltak revansot venni – az antant név és a közel 40 évvel azelőtt megkötött Entente Cordiale között már nem sok kapcsolat maradt.

## Szövetségesek a két világháborúban

### Első világháború
- Antant:  Brit Birodalom,  Franciaország,  Orosz Birodalom;  Japán Császárság,  Olaszország,  Román Királyság,  USA,  Szerbia,  Brazília
- Központi hatalmak:  Német Birodalom,  Osztrák–Magyar Monarchia;  Oszmán Birodalom,  Bulgária

### Második világháború
- Szövetségesek:  Nagy-Britannia,  Franciaország,  Szovjetunió,  USA,  Kína,  Jugoszlávia
- Tengelyhatalmak:  Németország (1945-ig),  Olasz Királyság (1943-ig),  Japán (1945-ig),  Román Királyság (1944-ig),  Bulgária (1944-ig),  Magyar Királyság (1945-ig)
  - A tengelyhatalmak szövetségese:  Finnország
  - A tengelyhatalmak közvetlen irányítása alatt:  Szlovákia,  Horvátország,  Vichy Franciaország,  Sziám (Thaiföld),  Mandzsukuo (Mandzsúria)
  - A tengelyhatalmak támogatói:  Spanyolország,  Portugália